# Paul Weitz (filmrendező)
Paul John Weitz (New York, 1965. november 19. –) amerikai filmrendező, forgatókönyvíró, filmproducer, drámaíró és színész.
Öccsével, Chris Weitzcel közösen jegyzi az Amerikai pite (1999) és az Egy fiúról (2002) című filmeket. Utóbbival Oscar-díjra jelölték őket legjobb adaptált forgatókönyv kategóriában.

## Filmográfia

### Film
| Év   | Magyar cím                         | Eredeti cím                              | Feladatkör | Feladatkör | Feladatkör |
| Év   | Magyar cím                         | Eredeti cím                              | Rendező    | Író        | Producer   |
| ---- | ---------------------------------- | ---------------------------------------- | ---------- | ---------- | ---------- |
| 1992 |                                    | Ribs (rövidfilm)                         | Nem        | Igen       | Nem        |
| 1998 | Z, a hangya                        | Antz                                     | Nem        | Igen       | Nem        |
| 1999 | Amerikai pite                      | American Pie                             | Igen       | Nem        | Igen       |
| 2000 | Bölcsek kövére 2. – A Klump család | Nutty Professor II: The Klumps           | Nem        | Igen       | Nem        |
| 2001 | Amerikai pite 2.                   | American Pie 2                           | Nem        | Nem        | Vezető     |
| 2001 | Mennyé má!                         | Down to Earth                            | Igen       | Nem        | Nem        |
| 2002 | Egy fiúról                         | About a Boy                              | Igen       | Igen       | Nem        |
| 2002 |                                    | Dylan's Run (dokumentumfilm)             | Nem        | Nem        | Vezető     |
| 2003 | Amerikai pite: Az esküvő           | American Wedding                         | Nem        | Nem        | Vezető     |
| 2004 |                                    | See This Movie                           | Nem        | Nem        | Vezető     |
| 2004 | Jó társaság                        | In Good Company                          | Igen       | Igen       | Igen       |
| 2006 | Király ötletek                     | Bickford Shmeckler's Cool Ideas          | Nem        | Nem        | Igen       |
| 2006 | American Dreamz                    | American Dreamz                          | Igen       | Igen       | Igen       |
| 2007 | Az arany iránytű                   | The Golden Compass                       | Nem        | Nem        | Vezető     |
| 2008 | Dalok ismerkedéshez                | Nick and Norah's Infinite Playlist       | Nem        | Nem        | Igen       |
| 2009 | Rémségek cirkusza                  | Cirque du Freak: The Vampire's Assistant | Igen       | Igen       | Igen       |
| 2010 | Utódomra ütök                      | Little Fockers                           | Igen       | Nem        | Nem        |
| 2012 | Mocsokváros utcáin                 | Being Flynn                              | Igen       | Igen       | Igen       |
| 2012 | Amerikai pite: A találkozó         | American Reunion                         | Nem        | Nem        | Vezető     |
| 2013 | Vizsga két személyre               | Admission                                | Igen       | Nem        | Igen       |
| 2015 | Nagyi                              | Grandma                                  | Igen       | Igen       | Igen       |
| 2016 | Stréberek                          | Good Kids                                | Nem        | Nem        | Igen       |
| 2017 | A nagy esemény                     | A Happening of Monumental Proportions    | Nem        | Nem        | Igen       |
| 2018 | Életszonáta                        | Bel Canto                                | Igen       | Igen       | Igen       |
| 2021 | Apaság                             | Fatherhood                               | Igen       | Igen       | Igen       |

### Televízió
| Év        | Cím                                         | Feladatkör | Feladatkör | Feladatkör      | Megjegyzések                         |
| Év        | Cím                                         | Rendező    | Író        | Vezető producer | Megjegyzések                         |
| --------- | ------------------------------------------- | ---------- | ---------- | --------------- | ------------------------------------ |
| 1998–1999 | Fantasy Island                              | Nem        | Igen       | Igen            |                                      |
| 2000–2001 | Off Centre                                  | Nem        | Igen       | Igen            | megalkotó                            |
| 2004–2006 | Cracking Up                                 | Igen       | Nem        | Igen            | - próbaepizód - tanácsadó (2 epizód) |
| 2010      | Lone Star                                   | Nem        | Nem        | Igen            | 2 epizód                             |
| 2014–2018 | Mozart a dzsungelben (Mozart in the Jungle) | Igen       | Igen       | Igen            |                                      |

### Színészként
| Év   | Magyar cím     | Eredeti cím                               | Szerep                            | Rendező            |
| ---- | -------------- | ----------------------------------------- | --------------------------------- | ------------------ |
| 2000 | Chuck és Buck  | Chuck & Buck                              | Sam                               | Miguel Arteta      |
| 2000 | Barátságpróba  | The Broken Hearts Club: A Romantic Comedy | rendezőasszisztens                | Greg Berlanti      |
| 2004 |                | See This Movie                            | filmrendező, aki nem Wim Wenders  | David M. Rosenthal |
| 2014 | Zombibarátnő   | Life After Beth                           | Mr. Levin                         | Jeff Baena         |
| 2016 | Zűrös hétvége  | Joshy                                     | magánnyomozó                      | Jeff Baena         |
| 2017 | Bővérű nővérek | The Little Hours                          | Lucro (magyar hangja Csuha Lajos) | Jeff Baena         |

## Fordítás
- Ez a szócikk részben vagy egészben  a   Paul Weitz (filmmaker) című angol Wikipédia-szócikk fordításán alapul.  Az eredeti cikk szerkesztőit annak laptörténete sorolja fel. Ez a jelzés csupán a megfogalmazás eredetét és a szerzői jogokat jelzi, nem szolgál a cikkben szereplő információk forrásmegjelöléseként.